# Philomena Mealing
Philomena Mealing (Australia, 28 de julio de 1912-Sídney, 1 de enero de 2002) fue una nadadora australiana especializada en pruebas de estilo espalda, donde consiguió ser subcampeona olímpica en 1932 en los 100 metros.

## Carrera deportiva
En los Juegos Olímpicos de Los Ángeles 1932 ganó la medalla de plata en los 100 metros estilo espalda, con un tiempo de 1:21.3 segundos, tras la estadounidense Eleanor Holm (oro con 1:19.4 segundos) y por delante de la británica Valerie Davies.